# Cardiodactylus pictus
Cardiodactylus pictus är en insektsart som beskrevs av Henri Saussure 1878. Cardiodactylus pictus ingår i släktet Cardiodactylus och familjen syrsor. Inga underarter finns listade i Catalogue of Life.